# Canelito
Canelito (en francès, Cannellito), també anomenat Mohican, (Vall d'Aspa, Bearn, 2004), és un os bru que viu als Pirineus. A través de la seva mare Cannelle, és l'últim portador de gens pirinencs però al 50%, donat que el seu pare, Nere, és un os d'origen eslovè nascut a la Vall d'Aran el 1997. Canelito ha viscut principalment a la part occidental del territori dels ossos pirinencs, al Bearn, però des del 2019 se'l considera establert a les valls pirinenques de la Bigorra, al departament dels Alts Pirineus.

## Context
L'os bru als Pirineus es trobava al llindar de l'extinció local a la serralada a finals del segle xx, quan només quedaven 4 o 5 exemplars autòctons, degut a la persecució directa per l'home a que es veié sotmesa aquesta població. A partir de mitjans dels anys 90 s'emprengueren diverses mesures per revertir aquesta situació, guanyant molt protagonisme el reforç poblacional mitjançant la translocació d'individus reproductius originaris d'Eslovènia, on resideix una població viable de la mateixa subespècie europea. Entre el 1996 i el 2018 es van translocar 11 exemplars des d'aquest país balcànic (10 a França i 1 Catalunya)
Des de l'inici del programa es van registrar naixements d'ossos als Pirineus i a l'últim cens oficial, divulgat el 2019, s'informaren 52 exemplars vius, entre cadells, sub-adults i ossos adults. Tot i això, la població d'ossos bruns a la serralada continua estant catalogada en perill crític en l'última revisió de la llista vermella de la Unió Internacional per a la Conservació de la Natura (UICN), del 2018.
La població ursina dels Pirineus es distribueix en dos nuclis, el Pirineu occidental i el Pirineu central. El nucli occidental, amb un nombre molt petit d'ossos, és paradoxalment el que aixoplugà els darrers individus de població autòctona.
El reforçament de la població de l'os bru als Pirineus es va iniciar l'any 1996 amb una subvenció del programa Life de la Unió Europea de conservació i protecció d'espècies. Tot i les protestes aquell any, França va alliberar a Melles (Alta Garona) dos exemplars: les osses Živa i Melba, i el 1997, un mascle, en Pyros, tots procedents d'Eslovènia. L'origen va ser seleccionat atenent estudis que demostren que els ossos balcànics, del sud d'Escandinàvia, i els del sud i sud-oest d'Europa pertanyen a una única línia genètica, que s'explica pel fet que es va produir un refugi durant l'última glaciació al sud d'Europa. Translocar ossos del cantàbric, encara més propers genèticament que els balcànics, no era una opció sobre la taula donada la complicada situació en què aleshores també es trobava aquesta altra població ibèrica, catalogada en perill d'extinció.
La reintroducció de l'os als Pirineus suscita des de l'inici de la seva implantació importants adhesions i oposicions en el conjunt de la societat, amb partidaris i detractors que s'articulen en diversos grups d'influència. La principal resistència es deu al fet que un cop alliberats al nou medi pirinenc, els animals translocats i els seus descendents, així com succeïa amb els anteriors ossos autòctons, poden atacar de forma oportunista a la ramaderia i l'apicultura.
La mort de Cannelle despertà una onada d'indignació a França. El llavors President de la República, Jacques Chirac, lamentà "una gran pèrdua per a la biodiversitat a França i a Europa" i esperonà els poders públics perquè realitzessin una segona reintroducció d'ossos eslovens als Pirineus. Aquesta es produiria el 2006, quan van ser translocats cinc plantígrads més, però als Pirineus Centrals.

## Biografia
Canelito és fill de Nere i Cannelle, l'ossa morta per un caçador el novembre de 2004. És l'únic os actual descendent de la soca pirenenca, però al 50%.
El 2000 o el 2001 Nere, un os d'ascendència eslovena i nascut als Pirineus centrals, es va dispersar des de la Vall d'Aran fins a la Vall d'Aspa i el 2003 es va aparellar amb l'única femella supervivent de l'espècie autòctona, Cannelle. Aquell hivern, va néixer Canelito. A la primavera del 2004, al sortir del cau, el nou ossall va ser fotografiat amb la seva mare en dues ocasions i gravat en vídeo una altra, el 26 d'octubre, a la vall d'Aspa.
Entitats conservacionistes van alertar que Cannelle i Canelito es trobaven a la zona on una associació de caçadors pretenia realitzar una batuda al senglar. Tot i les advertències els caçadors van decidir tirar-la igualment endavant. L'1 de novembre de 2004 un grup de sis caçadors es va dirigir a les altures d'Urdòs a la caça del senglar. Un dels caçadors va veure arribar Cannelle i disparà per sobre per intimidar-la. Un altre caçador, René Marquèze, va ser empès per l'ossa cap a un barranc. Segons les seves declaracions, l'ossa el va arraconar a la vora del precipici quan li va disparar. Abatuda, l'ossa es va estimbar pel barranc on, posteriorment la gendarmeria va haver de recuperar el seu cos amb un helicòpter. Canelito va poder fugir. El fet de ser el ser el darrer membre a sobreviure del seu llinatge li va valer el sobrenom de Mohican, una referència a la pel·lícula americana L'últim dels mohicans.
Canelito va quedar orfe quan només tenia entre 8 i 11 mesos. Els equips de seguiment li van perdre la pista durant una setmana. Es sap que l'ossall va encauar-se amb l'arribada de la neu. El 14 de maig de 2005 se'l va localitzar a una zona situada a 7 km en línia recta del lloc on Cannelle va ser abatuda (separada per una muntanya de 2.100m).
Canelito va créixer i es va convertir en un mascle adult a l'entorn de la vall d'Aspa on va néixer. Aleshores només restaven vius al nucli occidental quatre mascles d'os bru: Camille, Aspe-Ouest, el seu pare, Nere i ell mateix, pel que els biòlegs consideraven aquesta població extinta biològicament, sense capacitat de reproduïrse, com a morts vivents. Al llarg de la dècada del 2000 Camille i Aspe-Ouest van desaparèixer, pel que Canelito i el seu pare es quedaren sols al nucli occidental
Després de 14 anys, i de forma sorprenent, el 2016 Nere va tornar als Pirineus centrals i a l'estiu Canelito va desaparèixer, encenent-se de nou totes les alarmes. Però a l'octubre se'l va detectar a l'Alta Garona. Nere finalment va tornar al nucli occidental, però a Canelito se li va perdre de nou la pista, fins que el 2019 va aparèixer en una de les gravacions de les càmeres automàtiques de vigilància de l'Oficina Nacional de la Caça i la Fauna Salvatge (ONCFS Arxivat 2011-03-03 a Wayback Machine.) de França, situada a Sent Lari e Sola, als Alts Pirineus. Avui dia es considera que Canelito s'ha assentat entre els dos nuclis de població ursina pirenaica i es passeja per les valls de la Bigorra, entre Cautarés i Sent Lari e Sola.
El 2021 es mostrà molt actiu, essent identificat diverses vegades entre l'oest dels Alts Pirineus i l'est de l'Alta Garona, fent alguna incursió a Bielsa (Sobrarb aragonès) i la Vall d'Aran.